# 維納斯 (內布拉斯加州)
維納斯（英語：Venus）是位於美國內布拉斯加州諾克斯縣的非建制地區。

## 歷史
維納斯的郵局於1880年設立，其後於1959年停運。

## 地理
維納斯所處的海拔為高於海平面568米（即1864英呎），而該地所採用的時區為UTC-6，即北美中部时区（CST）。同時該地設有夏令時間，為UTC-6調快一小時，即UTC-5（CDT）。